# Suites françaises
Pour les articles homonymes, voir Suite française.
Les Suites françaises sont un des trois groupes de six suites pour le clavecin composées par Jean-Sébastien Bach vers 1720-1724, à côté des Suites anglaises et des Partitas pour clavier appelées aussi Suites allemandes.

## À propos
Ce sont les Suites de Bach les plus simples d'exécution, les moins ambitieuses musicalement, et leur caractère d'air à danser est affirmé, même si le goût du compositeur pour le contrepoint y fait reconnaître sa signature.
Leur composition remonte au plus tard aux années 1720-1724 à Köthen.
Elles comprennent toutes, les quatre danses traditionnelles de la suite : allemande, courante, sarabande et gigue avec, entre la sarabande et la gigue, un nombre variable de pièces supplémentaires : menuet(s), air, anglaise, gavotte, bourrée, loure, polonaise. Elles se distinguent des Suites anglaises et des Partitas pour clavier par l'absence de prélude et une moindre difficulté même si certaines pièces (gigues notamment) réclament une réelle virtuosité.

### Manuscrits
Ce sont en premier lieu les Petits livres de notes d'Anna Magdalena Bach, le premier de 1722 et le second de 1725, de la main de Bach. Puis un manuscrit qui passa de Wilhelm Friedemann à Friedrich Rust puis au petit-fils de ce dernier, Wilhelm Rust. Ces trois manuscrits se trouvent à la bibliothèque de Berlin.
Les copies de Heinrich Nikolaus Gerber sont une autre source, avec des variantes par rapport aux précédentes, les suites y sont simplement désignées sous le nom de « Suites pour le clavecin ».
Si l'on est certain que Bach lui-même a regroupé ces six suites, qu'il les ait baptisées « françaises » n'est pas du tout assuré.

## Analyse de l'œuvre

### Suite françaiseno1en ré mineur, BWV 812
Allemande, Courante, Sarabande, Menuet I, Menuet II, Gigue

### Suite françaiseno2en ut mineur, BWV 813
Allemande, Courante, Sarabande, Air, Menuet I, Menuet II, Gigue

### Suite françaiseno3en si mineur, BWV 814
Allemande - Courante - Sarabande - Anglaise (ou Gavotte) - Menuet I - Menuet II - Trio - Gigue
Anglaise ou Gavotte : Bach avait, à l'origine, nommé ce mouvement Gavotte (une danse très similaire à l'Angloise).
Menuet : Une version accélérée et transposée est utilisée dans le jeu Tetris sur Game Boy (Thème C).

### Suite françaiseno4en mi bémol majeur, BWV 815
Allemande, Courante, Sarabande, Gavotte, Air, Menuet, Gigue

### Suite françaiseno5en sol majeur, BWV 816
Allemande, Courante, Sarabande, Gavotte, Bourrée, Loure, Gigue

### Suite françaiseno6en mi majeur, BWV 817
Allemande, Courante, Sarabande, Gavotte, Polonaise, Menuet, Bourrée, Gigue